# 村上雅人
村上 雅人（むらかみ まさと、1955年2月13日 - ）は、日本の超伝導工学者。専門は材料科学。2012年4月より芝浦工業大学学長を務める。Fe-Mn-Si系形状記憶合金の発明ならびにバルク超伝導体の開発者。

## 人物
高校時代にAFS交換留学生として、アメリカのカリフォルニア州マーティネズ市に1年間滞在する 。
新日本製鐵の研究員時代に、東京工業大学の森勉・佐藤彰一らと共同で、Fe-Mn-Si系形状記憶合金を発明。Fe-Mn-Si合金は、制震ダンパーとして、竹中工務店の建設で、JPタワー名古屋へ導入された。
1990年仙台市で開催されたInternational Superconductivity Symposiumの基調講演と人間浮上デモを行う。また、このピニング効果を利用した17.3T超伝導バルク磁石を開発している 。Applied Superconductivity Conference (ACS)、European Conference on Applied Superconductivity (EUCAS)、Materials Research Society (MRS)、International Workshop on Critical Currents (IWCC)などの国際会議で招待講演、Japanese Journal of Applied Physics、Superconductivity Science and Technology、Journal of Superconductivity、Journal of Rare Earthなど専門誌の編集者も務める。
2012年からは芝浦工業大学の学長。

## 略歴
岩手県盛岡市出身。
1967年 - 盛岡市立山岸小学校卒業
1970年 - 岩手大学教育学部附属中学校卒業
1973年 - カリフォルニア州マーティネズ市アルハンブラ高校卒業
1974年 - 岩手県立盛岡第一高等学校卒業
1974年 - 東京大学理科I類入学
1979年 - 東京大学工学部金属材料学科卒業
1981年 - 東京大学工学系大学院修士課程修了
1984年 - 東京大学工学系大学院博士課程修了（工学博士）
1984年 - 新日本製鐵第一技術研究所研究員
1993年 - 超電導工学研究所第七研究室室長
2003年 - 芝浦工業大学工学部材料工学科教授
2006年 - 芝浦工業大学工学研究科長
2008年 - 芝浦工業大学副学長
2012年 - 芝浦工業大学学長、現在に至る

## 著書
- はじめてナットク超伝導（講談社ブルーバックス）1999年
- 高温超伝導の材料科学　(内田老鶴圃)　1999年
- なるほど虚数 (海鳴社)　2000年
- 間違いだらけの物理概念 (パリティブックス) 2001年　共著
- 超電導新時代　Kブックスシリーズ （工業調査会）2001年
- なるほど微積分　(海鳴社)　2001年
- なるほど線形代数　(海鳴社)　2001年
- なるほどフーリエ解析 (海鳴社)　2001年
- なるほど複素関数 (海鳴社)　2002年
- なるほど統計学 (海鳴社)　2002年
- たった2つなおせば日本人英語で大丈夫　(海鳴社)　2002年
- なるほど確率論 (海鳴社)　2003年
- なるほどベクトル(海鳴社)　2003年
- なるほど回帰分析　(海鳴社)　2003年
- なるほど熱力学　(海鳴社)　2003年
- なるほど微分方程式　(海鳴社)　2003年
- はじめての整数論　バウンダリー叢書　(海鳴社)　2003年
- 元素を知る事典　(海鳴社)　2003年 共著
- なるほど量子力学I  行列力学入門　(海鳴社)　2006年
- なるほど量子力学II  波動力学入門　(海鳴社)　2006年
- なるほど量子力学III  磁性入門　(海鳴社)　2008年
- さあ数学をはじめよう　バウンダリー叢書　(海鳴社)　2009年
- エレメント大図鑑　（主婦と生活社）グループコロンブス編　2009年　監修
- なるほど電磁気学　(海鳴社)　2013年
- SUPERサイエンス　超伝導の謎を解く　（C＆R研究所）2013年
- なるほど整数論　(海鳴社)　2014年
- なるほど力学　(海鳴社)　2015年
- 超伝導リニアの謎を解く (C&R研究所)　2015年　共著 (小林忍)
- なるほど解析力学　(海鳴社)　2016年
- もののしくみ大図鑑　（世界文化社）2016年　監修
- なるほど統計力学　(海鳴社)　2017年
- Melt processed high temperature superconductors (World Scientific, 1992)　editor
- Critical currents in superconductors (Fuzambo International, 2004) co-editor (Takizawa)

科学監修
- エレメントハンター　科学アニメ　NHK 2009-2010 年
- 怪奇大作戦セカンドファイル　円谷プロ　NHK　2007年

## 受賞歴
1991年 - 日経BP社技術賞
1989年 - 新日本製鐵社長賞
1989年 - 超電導工学研究所長賞
1992年 - World Congress Superconductivity Award of Excellence
1996年 - 岩手日報社文化賞
1998年 - 日本金属学会技術開発賞
1999年 - 英国物理学会フェロー (IOP Fellow)
2000年 - 超伝導科学技術賞
2003年 - PASREG Special Award of Excellence
2017年 - 関東工学協会賞
2017年 - Suranaree Institute of Technology 名誉博士(Honorary doctor)

## 研究業績
発表した論文は1300件（英文900件）を超え、論文引用総数は19000件を超える（Research gateならびにGoogle scholars参照）。
引用数上位論文20報、引用件数、発表年も表示 Google scholarより転載
| 1  | A new process with the promise of high Jc in oxide superconductors M Murakami, M Morita, K Doi, K Miyamoto Japanese Journal of Applied Physics 28 (7R), 1189                                                                                | 922 | 1989 |
| 2  | Melt processing for obtaining NdBa2Cu3Oy superconductors with high Tc and large Jc S I Yoo, N Sakai, H Takaichi, T Higuchi, M Murakami Applied Physics Letters 65 (5), 633-635                                                              | 754 | 1994 |
| 3  | High-temperature superconductor bulk magnets that can trap magnetic fields of over 17 tesla at 29 K M Tomita, M Murakami Nature 421 (6922), 517                                                                                             | 729 | 2003 |
| 4  | Melt-processed light rare earth element-Ba-Cu-O M Murakami, N Sakai, T Higuchi, S I Yoo Superconductor Science and Technology 9 (12), 1015                                                                                                  | 650 | 1996 |
| 5  | Flux pinning in melt-grown NdBa2Cu3Oy and SmBa2Cu3Oy superconductors M Murakami, S I Yoo, T Higuchi, N Sakai, J Weltz, N Koshizuka, S Tanaka Japanese Journal of Applied Physics 33 (5B), L715                                              | 475 | 1994 |
| 6  | Melt processed high-temperature superconductors M Murakami (World Scientific, Singapore) | 442 | 1992 |
| 7  | Processing of bulk YBaCuO M Murakami, Superconductor Science and Technology 5 (4), 185 | 397 | 1992 |
| 8  | Critical currents and flux creep in melt processed high Tc oxide superconductors M Murakami, S Gotoh, N Koshizuka, S Tanaka, T Matsushita, S Kambe Cryogenics 30 (5), 390-396                                                               | 325 | 1990 |
| 9  | Flux pinning and critical currents in melt processed YBaCuO superconductors M Murakami, S Gotoh, H Fujimoto, K Yamaguchi, N Koshizuka, S Tanaka Superconductor Science and Technology 4 (1S), S43                                           | 300 | 1991 |
| 10 | Effects of alloying additions on Fe-Mn-Si shape memory alloys H Otsuka, H Yamada, T Maruyama, H Tanahashi, S Matsuda, M. Murakami ISIJ International 30 (8), 674-679                                                                        | 300 | 1990 |
| 11 | Magnetization of a YBa2Cu3O7 crystal prepared by the quench and melt growth process M Murakami, M Morita, N Koyama Japanese Journal of Applied Physics 28 (7A), L1125                                                                       | 268 | 1989 |
| 12 | High critical current density of bulk superconductor doped with Ti and sintered at ambient pressure Y Zhao, Y Feng, CH Cheng, L Zhou, Y Wu, T Machi, Y Fudamoto, M Murakami Applied Physics Letters 79 (8), 1154-1156                       | 226 | 1995 |
| 13 | High critical current density of bulk superconductor doped with Ti and sintered at ambient pressure Y Zhao, Y Feng, CH Cheng, L Zhou, Y Wu, T Machi, Y Fudamoto, M Murakami Applied Physics Letters 79 (8), 1154-1156                       | 218 | 2001 |
| 14 | Melt processing of YBaCuO superconductors and critical currents M Murakami Modern Physics Letters B 4 (03), 163-179 | 215 | 1990 |
| 15 | Large levitation force due to flux pinning in YBaCuO superconductors fabricated by melt-powder-melt-growth process M Murakami, T Oyama, H Fujimoto, T Taguchi, S Gotoh, Y Shiohara, ... Japanese Journal of Applied Physics 29 (11A), L1991 | 209 | 1990 |
| 16 | Enhanced Tc and strong flux pinning in melt-processed NdBa2Cu3Oy superconductors S I Yoo, M Murakami, N Sakai, T Higuchi, S Tanaka Japanese Journal of Applied Physics 33 (7B), L1000                                                       | 208 | 1994 |
| 17 | Analysis of pinning in NdBa 2 Cu 3 O 7− δ superconductors M R Koblischka, A J J Van Dalen, T Higuchi, S I Yoo, M Murakami Physical Review B 58 (5), 2863                                                                                    | 199 | 1998 |
| 18 | New type of vortex pinning structure effective at very high magnetic fields M Muralidhar, N Sakai, N Chikumoto, M Jirsa, T Machi, M Nishiyama, M.Murakami, Physical Review Letters 89 (23), 237001                                          | 174 | 2002 |
| 19 | Applications of bulk high-temperature superconductors JR Hull, M Murakami, Proceedings of the IEEE 92 (10), 1705-1718 | 165 | 2004 |
| 20 | Flux pinning by non-superconducting inclusions in melt-processed YBaCuO superconductorrs M Murakami, K Yamaguchi, H Fujimoto, N Nakamura, T Taguchi Cryogenics 32 (11), 930-935                                                             | 147 | 1992 |

## 発明特許一覧
|    | 出願番号        | 文献番号        | 発明の名称                                                                   |
| -- | --------------- | --------------- | ---------------------------------------------------------------------------- |
| 1  | 特願2002-271763 | 特開2004-111203 | ＭｇＢ２系超電導線材の作製方法                                               |
| 2  | 特願2002-198284 | 特開2004-035371 | 臨界電流密度の高い酸化物超電導体                                             |
| 3  | 特願2002-171336 | 特開2004-022576 | 高温超電導バルク材製超電導磁石及びその製造方法                               |
| 4  | 特願2002-154900 | 特開2003-095650 | 臨界電流密度の高いＭｇＢ２系超電導体及びその製造方法                         |
| 5  | 特願2001-280244 | 特開2003-089516 | ＭｇＢ２系超電導体並びにＭｇＢ２系超電導体の製造方法                         |
| 6  | 特願2001-163707 | 特開2002-359408 | 永久電流スイッチとその使用方法                                               |
| 7  | 特願2000-404695 | 特開2002-198214 | 超電導磁石用パワ－リ－ド                                                     |
| 8  | 特願2000-300681 | 特開2002-111273 | 磁気シールド変圧器                                                           |
| 9  | 特願2000-158935 | 特開2001-342020 | 希土類系酸化物超電導体の製造方法                                             |
| 10 | 特願平11-271195 | 特開2001-093728 | 磁極が異なる複数のバルク超電導磁石連結体の着磁方法                           |
| 11 | 特願平11-175290 | 特許3100375     | 特性維持性能に優れた酸化物超電導体及びその製造方法                           |
| 12 | 特願平11-238477 | 特許3090658     | 耐割れ性に優れた酸化物超電導体及びその製造方法                               |
| 13 | 特願平11-061135 | 特開2000-256082 | 酸化物超電導体及びその製造方法                                               |
| 14 | 特願平10-361722 | 特開2000-178025 | 酸化物超電導体及びその製造方法                                               |
| 15 | 特願平10-222518 | 特開2000-053419 | 高電磁力を有する超電導体及びその製造方法                                     |
| 16 | 特願平10-186629 | 特開2000-016811 | 臨界電流密度の高い酸化物超電導体                                             |
| 17 | 特願平10-033019 | 特開平11-228137 | 酸化物超電導バルク体の製造方法                                               |
| 18 | 特願平09-365651 | 特開平11-186024 | 酸化物超電導体疑似永久磁石並びにその製造方法                                 |
| 19 | 特願平09-232182 | 特開平11-074114 | 超電導体磁石装置                                                             |
| 20 | 特願平09-179331 | 特開平11-021126 | 酸化物超電導バルクの製造方法                                                 |
| 21 | 特願平09-151916 | 特開平11-001320 | 酸化物超電導体及びその製造方法                                               |
| 22 | 特願平09-046607 | 特開平10-245223 | 酸化物超電導体及びその製造方法                                               |
| 23 | 特願平08-240181 | 特開平10-087328 | バルク超電導体の酸素アニール方法                                             |
| 24 | 特願平08-118974 | 特開平09-306256 | バルク酸化物超電導体ならびにその線材及び板の作製方法                         |
| 25 | 特願平08-065981 | 特開平09-255335 | バルク酸化物超電導体の製造方法                                               |
| 26 | 特願平08-065900 | 特開平09-255334 | バルク酸化物超電導体の作製方法                                               |
| 27 | 特願平08-065596 | 特開平09-255333 | 酸化物超電導複合体及びその作製方法並びに酸化物超電導磁石及び超電導コイル装置 |
| 28 | 特願平06-021492 | 特開平07-232917 | 酸化物超電導体及びその製造方法                                               |
| 29 | 特願平05-354226 | 特開平07-206405 | 酸化物超電導体製造装置                                                       |
| 30 | 特願平05-333886 | 特開平07-187671 | 酸化物超電導体及びその製造方法                                               |
| 31 | 特願平05-264565 | 特開平07-123613 | 超電導磁気装置及びその運転方法                                               |
| 32 | 特願平05-280126 | 特開平07-111213 | 高温超伝導バルク体とコイル磁石の複合体                                       |
| 33 | 特願平05-254984 | 特開平07-082049 | Ｙ系酸化物超電導体の接合方法                                                 |
| 34 | 特願平04-118767 | 特開平06-303738 | フライホイ－ル発電機                                                         |
| 35 | 特願平04-245303 | 特開平06-206799 | 酸化物超電導体の製造方法                                                     |
| 36 | 特願平05-213636 | 特開平06-183730 | 酸化物超電導バルク材料の製造方法                                             |
| 37 | 特願平04-161371 | 特開平06-001609 | 磁気浮上力の大きい酸化物超電導体                                             |
| 38 | 特願平04-113023 | 特開平05-286719 | 磁気浮上力の大きい酸化物超電導体の製造方法                                   |
| 39 | 特願平04-101955 | 特開平05-279035 | 磁気浮上力の大きい酸化物超電導体およびその製造方法                           |
| 40 | 特願平04-101954 | 特開平05-279034 | 磁気浮上力の大きい酸化物超電導体の製造方法                                   |
| 41 | 特願平04-101953 | 特開平05-279033 | 臨界電流密度の高い酸化物超電導体の製造方法                                   |
| 42 | 特願平04-101952 | 特開平05-279032 | 磁気浮上力の大きい酸化物超電導体の製造方法                                   |
| 43 | 特願平03-068627 | 特開平05-270827 | 酸化物超電導体およびその製造方法                                             |
| 44 | 特願平03-049778 | 特開平05-229820 | 酸化物超電導体の製造方法                                                     |
| 45 | 特願平03-337193 | 特開平05-170553 | 大形酸化物超電導体の製造方法                                                 |
| 46 | 特願平03-276351 | 特開平05-087142 | 超電導軸受装置とその操作方法                                                 |
| 47 | 特願平03-227516 | 特開平04-365837 | 形状記憶合金                                                                 |
| 48 | 特願平03-010232 | 特開平04-348010 | 磁気浮上回転機構用磁石                                                       |
| 49 | 特願平02-324594 | 特開平04-193714 | 酸化物複合材料及びその製造方法                                               |
| 50 | 特願平02-297937 | 特開平04-119968 | 酸化物超電導体の製造方法                                                     |
| 51 | 特願平02-065550 | 特開平03-267782 | 超電導体の磁気的内部性状検出方法および検出装置                               |
| 52 | 特願平02-046809 | 特開平03-252348 | 酸化物超電導ペーストおよび酸化物超電導体の製造方法                           |
| 53 | 特願平01-291751 | 特開平03-153558 | 酸化物超電導体の製造方法                                                     |
| 54 | 特願昭63-261607 | 特開平02-153803 | 酸化物超電導バルク材料およびその製造方法                                     |
| 55 | 特願昭63-197084 | 特開平01-301512 | 臨界電流密度の高い酸化物超電導体                                             |
| 56 | 特願昭63-093560 | 特開平01-270561 | 酸化物超電導体の製造方法                                                     |
| 57 | 特願昭63-072089 | 特開平01-246718 | 酸化物超電導材料テープの製造方法                                             |
| 58 | 特願昭62-204984 | 特開平01-138798 | 酸化物超電導体を利用した磁気遮蔽装置                                         |
| 59 | 特願昭62-249921 | 特開平01-093403 | セラミックス系超電導材料の製造方法とその装置                                 |
| 60 | 特願昭63-125959 | 特開平01-087518 | 超電導物質                                                                   |
| 61 | 特願昭62-155600 | 特開昭64-002215 | 酸化物超電導線材の製造方法                                                   |
| 62 | 特願昭62-151502 | 特開昭63-318021 | 酸化物超伝導体の製造方法                                                     |
| 63 | 特願昭62-109823 | 特開昭63-276819 | セラミックス系超伝導線条体の製造方法                                         |
| 64 | 特願昭62-104661 | 特開昭63-270344 | 酸化物超伝導体の製造方法                                                     |
| 65 | 特願昭62-104660 | 特開昭63-270343 | 酸化物超伝導体の製造方法                                                     |
| 66 | 特願昭62-104659 | 特開昭63-270342 | 酸化物超伝導体の製造方法                                                     |
| 67 | 特願昭62-101982 | 特開昭63-269417 | セラミツクス系超伝導線の製造方法                                             |
| 68 | 特願昭62-101838 | 特開昭63-269411 | セラミツクス系超電導線条                                                     |
| 69 | 特願昭62-097616 | 特開昭63-264811 | セラミツクス系超電導線材                                                     |
| 70 | 特願昭62-011362 | 特開昭63-183154 | 鉄基の形状記憶合金を用いた温度検出端                                         |
| 71 | 特願昭61-010989 | 特開昭62-170457 | 鉄基形状記憶合金                                                             |
| 72 | 特願昭61-010988 | 特開昭62-170456 | 鉄基形状記憶合金                                                             |
| 73 | 特願昭60-249956 | 特開昭62-112751 | 鉄基形状記憶合金薄板・線の製造方法                                           |
| 74 | 特願昭60-249957 | 特開昭62-112720 | Ｆｅ－Ｍｎ－Ｓｉ系形状記憶合金の特性向上方法                                 |
| 75 | 特願昭60-064318 | 特開昭61-223159 | 高純度の鉄基形状記憶合金                                                     |
| 76 | 特願昭60-040561 | 特開昭61-201761 | 形状記憶合金                                                                 |
| 77 | 特願昭60-040559 | 特開昭61-201725 | Ｆｅ－Ｍｎ－Ｓｉ系形状記憶合金の加工方法                                     |
| 78 | 特願昭60-040560 | 特開昭61-201724 | Ｆｅ－Ｍｎ－Ｓｉ系形状記憶合金の製造方法                                     |

## 講演
- 2012年 - 大学行政管理学会 基調講演 「教職協働による教育の質保証」
- 2012年 - いわてグローカルカレッジ 岩手県国際交流協会 「いわてから世界へ. ～先端科学 （超伝導、リニアコライダー） が岩手にもたらすもの」
- 2012年 - PROGセミナー講演 「芝浦工業大学のグローバル戦略と教育改革」

- 2013年 - 岩手県立盛岡第一高等学校 先端科学セミナー 「先端科学とゆめ ILC（国際リニアコライダー）と超伝導」
- 2013年 - 私立大学連盟 学長会議 「教育の質保証とグローバル戦略」
- 2013年 - UGSS2013 The 7th University Global Strategy Symposium “The SIT Experience and Vision”
- 2013年 - 日経グローバルシンポジウム 「芝浦工業大学におけるグローバル人材育成」
- 2013年 - 茨城キリスト教大学 全体教職員研修会 「教職協働による教育の質保証」
- 2013年 - グローバル人材育成推進シンポジウム 「工学教育の国際化」
- 2013年 - 私工大懇話会 「教職協働で進める大学改革」

- 2014年 - 数学検定協会 数学コーチャー講習会 「虚数が明らかにしたミクロの世界－量子力学序論」
- 2014年 - 日本工学教育協会総会 記念講演 「工学教育のグローバル化 Engineering education based on the global standards」
- 2014年 - 工業所有権センター セミナー 「超伝導が社会に与えるインパクト」
- 2014年 - University President Forum at UTM ”Human capacity building of ASEAN countries through international collaboration”

- 2015年 - 第65回全国高等学校PTA連合会大会 「夢高くして足地にあり The sky is the limit」
- 2015年 - 日・タイ経済協力セミナー 「タイにおける芝浦工業大学のグローバル戦略」
- 2015年 - 第11回毎日新聞大学フォーラム 「アクティブラーニングと学修成果の可視化」
- 2015年 - 岩手県立盛岡北高等学校 文化講演会 「夢と志 自彊息まず」
- 2015年 - 先端科学技術戦略討論会 未踏科学技術協会 「世界を意識する理工系人材」
- 2015年 - 東京城東ロータリークラブ講演会 「夢の技術 超伝導」
- 2015年 - 大日本住友製薬 技術研究本部研修講演会 強い企業文化の構築、イノベーションの推進 「夢高くして足地にあり」
- 2015年 - 蘭岳セミナー講演会 室蘭工業大学 “The sky is the limit”  日本が科学技術立国として世界で輝き続けるために

- 2016年 - 埼玉県立川口北高校 「未来を描く講演会」 「自彊息まず I never stop learning」
- 2016年 - 私学リーダーズセミナー 私学事業団 「教育改革の取組とリーダーの役割」
- 2016年 - QS Apple plenary talk ” The key to success for global universities－international collaboration”
- 2016年 - 静岡県立磐田南高等学校 講演会 「限りない応用の可能性をもつ夢の技術－超伝導」
- 2016年 - 大学経営ラウンドテーブル2016 大学資産共同運営機構 「私立大学のグローバル化と経営イノベーション」
- 2016年 - 私塾協同組合連合会 講演 「教育の原点と高大接続」
- 2016年 - 会津大学SGUシンポジウム 「価値共創型教育を特徴とする理工人材育成モデルの構築と世界発展への貢献」
- 2016年 - 沖縄県立球陽高等学校 講演会 「自彊息やまず 夢と志」
- 2016年 - 日経フォーラム 大学の約束トップメッセージ2016 「グローバル&ダイバーシティ社会を担う人材育成」
- 2016年 - 全国市長会講演 「大学と地域社会による人材育成と科学イノベーション」

- 2017年 - 10th Vietnam Japan Scientific Exchange meeting “Is science almighty?”
- 2017年 - 岩手県立一関第一高等学校附属中学校 「経験は最良の教師なり Experience is the best teacher 海外に出て世界を見よう」
- 2017年 - 名古屋工業大学トップセミナー 「理工系大学におけるグローバル人材育成」
- 2017年 - 盛岡中央高校 Global Eyes Thinking セミナー 「グローバル人材とは Competencies of global human resources」
- 2017年 - GTI (Global Technology Initiative) シンポジウム 基調講演 「教育立国日本におけるGTIコンソーシアムの使命」
- 2017年 - 立命館大学ダイバーシティ学習会 「理工系大学におけるグローバル人材育成 ～若手・女性・グローバル人材等の育成を通じた多様性推進と大学の活性化～」
- 2017年 - 大学行政管理学会USR研究会 「テクノロジーの進化と大学教育 - 不易と流行」
- 2017年 - 日経シンポジウム 大学の約束トップメッセージ 「次世代の理工系人材育成と大学の役割」

- 2018年 - 学校経営イノベーション研究会 関西生産性本部 講演 「芝浦工業大学の教学改革と経営」
- 2018年 - 関東近県SSH合同発表会 基調講演 「サイエンスと人間の可能性 Science and capability of human beings」
- 2018年 - 福岡県立朝倉高校 創立110周年記念講演 「夢と志 Dreams and high thinking」
- 2018年 - 教育再生プログラム AP合宿 基調講演 「芝浦工業大学における教学改革」
- 2018年 - 丸善雄松堂トップセミナー 人生100年時代に求められる高等教育のダイバーシティ 「世界の持続的発展に貢献できるグローバル人材の育成」
- 2018年 - 日経シンポジウム 大学の約束トップメッセージ 「産学連携による戦略的理工系人材の育成と大学の役割」
- 2018年 - 第9回低炭素まちづくりフォーラムin埼玉 基調講演 「SDGs達成に向けた芝浦工業大学の挑戦」
- 2018年 - 大学改革支援学位授与機構シンポジウム 「教育マネッジメントの在り方」
- 2018年 - 大学マネッジメント改革総合大会 特別講演 「世界に学び世界に貢献する理工系人材の育成 - 教職学協働による取組」
- 2018年 - IEEE WIE International Leadership Summit “Diversity and Inclusion”